# Boz Burrell
Raymond "Boz" Burrell (1 de agosto de 1946-21 de septiembre de 2006) fue un músico británico, popular por su trabajo con las agrupaciones King Crimson y Bad Company. Falleció de un ataque al corazón el 21 de septiembre de 2006 en Marbella, España, a los 60 años.

## Discografía

### Solista
- "Isn't That So/You're Just The Kind Of Girl I Want" (1966)
- "Meeting Time/No (Ah) Body Knows Blues" (1966)
- "Pinocchio/Stay As You Are" (1966)
- "The Baby Song/Carry On Screaming" (1966)
- "I Shall Be Released/Down in the Flood" (1968)
- "Light my Fire/Back Against The Wall" (1968)

### King Crimson
- Islands (1971)
- Earthbound (1972)
- Ladies of the Road (2002)

### Bad Company
- Bad Company. Island (junio de 1974)
- Straight Shooter. Island (abril de 1975)
- Run with the Pack. Island (febrero de 1976)
- Burnin' Sky. Island (marzo de 1977)
- Desolation Angels. Swan Song (marzo de 1979)
- Rough Diamonds. Swan Song (agosto de 1982)
- 10 from 6 (recopilación). Atlantic (enero de 1986)